# Rapid City
Rapid City er en amerikansk by og administrativt centrum for det amerikanske county Pennington County i staten South Dakota. I 2000 havde byen et indbyggertal på 59.607.

## Ekstern henvisning
- Rapid Citys hjemmeside (engelsk) (Webside ikke længere tilgængelig)

- Wikimedia Commons har flere filer relateret til Rapid City

44°04′52″N 103°13′43″V / 44.08106°N 103.22867°V